# Alpha (Australia)
Alpha – miasto w Australii, w stanie Queensland.